# Stelis taurina
Stelis taurina är en orkidéart som beskrevs av O.Duque. Stelis taurina ingår i släktet Stelis och familjen orkidéer. Inga underarter finns listade i Catalogue of Life.